# 쓰바메산조역
쓰바메산조역(일본어: 燕三条駅, つばめさんじょうえき)은 일본 니가타현 산조시에 있는 동일본 여객철도의 철도역이며, 조에쓰 신칸센과 야히코 선의 환승역이다. 역사 일부는 쓰바메시에도 걸쳐있으며, 정식으로는 역장실이 위치해 있는 산조 시가 소재지로 되어있다.

## 역명 유래
이 역이 산조시와 쓰바메시에 걸쳐 있어서 두 도시의 이름을 병기하여 '쓰바메산조'라고 역명이 제정되었다.

## 역 구조
총 3층으로 이루어져 있으며 역사는 2층에 있다. 두 노선은 수직교차 한다.
- 조에쓰 신칸센
  - 3층에 위치해 있고, 니가타 행은 1면 1선의 단선 승강장, 도쿄 행은 1면 2선의 섬식 승강장으로 되어 있다.
  - 승강장 사이에 본선이 있으며 통과선으로 활용된다.
  - 11번 승강장은 니가타 행 열차가 이용한다.
  - 12, 13번 승강장은 도쿄 행 열차가 이용한다. 보통 12번 승강장에 정차하며, 13번 승강장은 임시용이다.

- 야히코 선
  - 원래 야히코 선에는 이 역이 없었으나 야히코 선과 교차하는 신칸센과의 환승을 위해 역 개업 이후 개설되었다. 사쿠다이라역도 같은 이유로 재래선에 단선 승강장이 신설되었다. 1층에 있으며 1면 1선의 단선 승강장이다. 승강장 번호는 없다.
  - 이 역은 유인역이지만, 야히코 선 승강장은 무인역으로 취급된다.

### 타는 곳
| 11        | ■ 조에쓰 신칸센 | 니가타 방면                                         |
| 12, 13    | ■ 조에쓰 신칸센 | 나가오카, 에치고유자와, 다카사키, 오미야, 도쿄 방면 |
| 야히코 선 | ■ 야히코 선     | 히가시산조 방면                                     |
| 야히코 선 | ■ 야히코 선     | 요시다, 야히코 방면                                 |

## 이용 상황
2008년도의 이 역의 1일 평균 승차 인원수는 2,144명이었다.

## 역사
- 1982년 11월 15일 - 조에쓰 신칸센의 개통시에 개업. 야히코 선의 역도 개업.
- 1984년 4월 8일 - 야히코 선 야히코역 - 히가시산조역 간이 전화.
- 1987년 4월 1일 - 국철 분할 민영화에 의해 동일본 여객철도의 역이 된다.
- 2008년 3월 15일 - 야히코 선으로 IC 카드 Suica, 신칸센으로 모바일 Suica 특급권의 서비스를 개시.

## 인접한 역
| 동일본 여객철도 조에쓰 신칸센 | 동일본 여객철도 조에쓰 신칸센 | 동일본 여객철도 조에쓰 신칸센 |
| ----------------------------- | ----------------------------- | ----------------------------- |
| 나가오카 도쿄 방면            | ■ 조에쓰 신칸센               | 니가타 방면                   |
| 동일본 여객철도 야히코 선     |                               |                               |
| 쓰바메 야히코 방면            | ■ 야히코 선                   | 기타산조 히가시산조 방면      |